# Leopold Weber (Politiker)
Leopold Weber (* 5. Oktober 1899 in Biberbach; † 3. Mai 1951) war ein österreichischer Politiker (SPÖ) und Schlosser. Weber war von 1949 bis 1951 Abgeordneter zum Landtag von Niederösterreich.

## Leben
Weber absolvierte nach der Pflichtschule eine Schlosserlehre und leistete von 1917 bis 1918 seinen Militärdienst ab. Er arbeitete als Betriebsschlosser und hatte verschiedene gewerkschaftliche Funktionen inne.

## Politik
Weber war von 1945 bis 1951 Bürgermeister in Sonntagberg. Er vertrat die SPÖ zwischen dem 5. November 1949 und dem 3. Mai 1951 im Niederösterreichischen Landtag.